# Крушевска република
Крушевска република је прва република на Балкану формирана за време Илинданског устанка. Власт устаника трајала је 10 дана – од 3. до 13. августа 1903. године и сматра се највећим успехом македонских устаника против власти Османског царства.
Главни град у коме је било седиште владе било је Крушево, по чему је и цела Република добила име. Председник Крушевске републике био је Никола Карев.
Формирана је скупштина која ће да изабере републичку владу. Чланови Владе били су Вангел Дину, Ђорђи Чаче, Теохар Нешков, Христо Ћурчиев, Димитар Секулов и Никола Баљу. Влада је издала документ под именом Крушевски манифест, који је одређивао циљеве Илинданског устанка и организовање аутономије Македоније након устанка.